# 趙樾
瀛国公趙樾（1115年—1131年），宋朝宗室。 
宋朝第八代皇帝宋徽宗赵佶的第二十四子，生年在1115年，生母不详。政和五年七月二十丁亥（1115年8月11日），宋徽宗封子赵樾为瀛国公。随后靖康之变爆发，趙樾等宋徽宗几个幼子都没有来得及封王爵。紹興元年（1131年）七月十八日，瀛国公趙樾在五国城自杀，年十七岁。

## 妻
王妃朱针仙（1114年—？），靖康之变被俘，被没入洗衣院，最后死于洗衣院中。